# Ivan Knez
Iván Knez (* 21. Juli 1974 in Buenos Aires, Argentinien) ist ein ehemaliger argentinisch-schweizerischer Fussballspieler.

## Persönliches
Als Sohn einer argentinischen Mutter und eines kroatischen Vaters kam Ivan mit seiner Familie als Siebenjähriger in die Schweiz nach Emmen. Von Beruf ist er kaufmännischer Angestellter.

## Vereinskarriere
Beim SC Emmen begann seine Laufbahn, und er durchlief die Juniorenmannschaften. Im Jahre 1994 wechselte er zum FC Luzern, doch gegen Ende seiner Luzerner Zeit blieben die Lohnzahlungen aus, und in einer Blitzaktion wechselte er nach fünf Jahren in Luzern 1999 nach Basel. Sein Wechsel zum FC Basel sollte sich lohnen, denn unter Trainer Christian Gross machte sich der FCB auf zu neuen Horizonten. Knez spielte in der Innenverteidigung neben Oliver Kreuzer. Im UEFA Intertoto Cup 2001 erreichte die Mannschaft den Final, unterlag aber gegen Aston Villa. In der Saison 2001/02 gewann Knez mit dem FCB das Schweizer Double.
Im Februar 2002 unterschrieb er für den österreichischen Verein SK Rapid Wien; er gab sein Debüt am 24. Februar beim 1:0-Heimsieg über den SV Austria Salzburg. Aber nur ein Jahr später wechselte er wieder zurück in die Schweiz zum BSC Young Boys und spielte in Bern zwei Jahre. Zum Abschluss seiner Fussballkarriere spielte er beim FC Augsburg in der 2. Fussball-Bundesliga.

## Titel und Erfolge
FC Luzern
- Schweizer Cupfinalist: 1997

FC Basel
- Schweizer Meister: 2002
- Schweizer Cupsieger: 2002

FC Augsburg
- Schwäbischer Cupsieger: 2005